# Джо Ерскін
Джозеф «Джо» Ерскін (англ. Joseph «Joe» Erskine; 26 січня 1934 — 2 лютого 1990) — валійський боксер-важковаговик.

## Життєпис
У 1953 році виграв першість Британської любительської боксерської асоціації у важкій вазі й наступного року перейшов у професіонали.
27 серпня 1956 року здобув вакантний титул чемпіона Великої Британії (англ. BBBofC) у важкій вазі, перемігши свого земляка Джонні Вільямса.
17 вересня 1957 року виборов титул чемпіона Британської співдружності у важкій вазі, перемігши Генрі Купера.
21 лютого 1958 року змагався за титул чемпіона Європи у важкій вазі за версією EBU, проте поступився шведу Інгемару Юганссону. 3 червня того ж року втратив свої титули чемпіона Великої Британії та чемпіона Британської співдружності, поступившись Браяну Ландону.
Згодом переміг майбутнього абсолютного чемпіона світу у напівважкій вазі американця Віллі Пастрано і майбутнього чемпіона Європи у важкій вазі валійця Діка Річардсона. У подальшому ще тричі намагався повернути свої титули, але щоразу поступався Генрі Куперу.